# المعجم الإنجليزي الجديد
المعجم الإنجليزي الجديد أو «مجموعة مكتملة من أنسب وأهم الكلمات شائعة الاستخدام في اللغة الإنجليزية»، هو معجم إنجليزي تم جمعه بواسطة عالم اللغة جون كارسي، والذي نشره لأول مرة في لندن عام 1702 م.

## نبذة
ليس كمثل المعاجم التي سبقته والتي قد ركزت على توثيق الكلمات الصعبة، فإن ماعُرف بالمعجم الإنجليزي الجديد كان من أوائل المعاجم التي ركزت على الكلمات الإنجليزية شائعة الاستخدام، إضافة إلى ذلك فقد كان هو المعجم الأول الذي كُتب بواسطة مؤلف معاجم محترف.
أكمل كارسي فيما بعد وظيفته كمحرر معاجم بتوسيع معجم ادوارد فيليبس عام 1706 عرف بـ «العالم الجديد من الكلمات الإنجليزية»، وقام أيضاً بتعديل «معجم الإنجليزية البريطانية» وذلك عام 1708.
و كان يُعد «المعجم الإنجليزي الجديد في المبدأ التاريخي» هو العنوان الأصلي لقاموس أكسفورد الإنجليزي، وقد كان في بعض الأحيان يرمز له اختصاراً بـ”NED” نسبة إلى New English Dictionary.